# 米奇·坎特
米基·坎特（英語：Mickey Kantor，1939年8月7日—），美国律師，曾任美國貿易代表、商務部部長等職。

## 生平
1938年，出生于纳什维尔。
1968年，毕业于乔治敦大学法律中心。
1993年，任美国贸易代表。
1996年，任美国商务部长。